# Тигина (футбольный клуб)
«Тигина» (рум. Tighina) — молдавский футбольный клуб из города Бендеры. Был основан в 1948 году под названием «Буревестник». Участвовал в первенстве СССР и высшей лиге чемпионата Молдовы. Домашние матчи проводил на стадионе «Шелковик», вмещающем 3500 зрителей. В апреле 2014 года клуб потерял профессиональный статус, а в 2017 году заявился в Дивизион «Б» (Д-3), в сезонах 2019 и 2020/21 играл в Дивизионе «А». Домашние игры проводит на Бендерском городском стадионе, вместительность которого составляет 5000 мест.

## Прежние названия
- 1948—1958 год — «Буревестник»
- 1958—1959 год — «Локомотив»
- 1960—1973 год — «Ниструл»
- 1974—1988 год — «Пищевик»
- 1988—1989 год — «Тигина»
- 1989 год — «Тигина-РШВСМ»
- 1990 год — «Тигина»
- 1991 год — «Тигина-Апоэль»
- 1992—1996 год — «Тигина»
- 1996—1999 год — «Динамо»
- 1999—2000 год — «Динамо-Стимолд Тигина»
- 2001—2010 год — «Динамо»
- С 2010 года — «Тигина»

## История

### СССР

Владимир Малый был играющим тренером «Тигины-РШВСМ» в 1989 году

История нынешней команды началась в 1948 году. Она выступала в первенстве СССР в классе «Б» (1959—1965, 1968, 1969), второй (1974, 1989, 1991) и второй низшей (1990) лигах. Коллектив носил названия «Буревестник», «Локомотив», «Ниструл», «Пищевик», «Тигина», начиная с 1996 года стал называться «Динамо».
Последние чемпионаты СССР «Тигина» заканчивала во второй лиге. Удачно выступив в одной из территориальных зон в 1990 году, на следующий последний советский сезон команда поднялась в буферную зону второй лиги.

### Молдова
В первом национальном чемпионате Молдовы «Тигина» стала четвёртой, затем два сезона занимала 11 место. В чемпионате 1994/95 «Тигина» вернула себе 4 позицию, всего на очко отстав от бронзового призёра — бельцской «Олимпии». В следующем сезоне команда опять опустилась вниз — 12 место.
В 1996 году клуб переименовали в «Динамо», по итогам сезона 1996/97 коллектив стал седьмым, но уже в следующем сезоне бендерская команда вылетела из высшей лиги, тогда из 14 команд покидали чемпионат пять, «Динамо» заняло 12 место.
Вернуться в Национальный дивизион клубу удалось лишь через 4 года, по итогам сезона 2004/05 клуб занял первое место в Дивизионе «A». В Национальном дивизионе сезона 2005/06 команда заняла последнее место, но из-за расширения количества команд на следующий год удалось избежать понижения в классе.
По итогам сезона 2010/11 команда заняла последнее место и покинула высшую лигу страны. В апреле 2014 года после неявки на очередную игру Дивизии Б, команда была исключена из чемпионата Молдовы.

### Любительский статус
В 2014 году футболисты «Динамо» выиграли любительский кубок «Легенды Спартака», это первый турнир, который проводился в Приднестровье. В турнире приняли участие команды из Приднестровья и Кишинёва. В Финале бендерчане обыграли команду из Днестровска со счетом 5:3.
В 2015, 2016 году футболисты «Динамо» заняли 3 место в чемпионате Приднестровья.

### Возвращение клуба в первенство Молдовы
В июне 2017 года государственная администрация город Бендеры восстановила профессиональную команду «Тигина», которая приняла участие в турнире зоны «Центр» Дивизиона «Б» (3-го по уровню) чемпионата Молдовы. Главным тренером команды назначен Виктор Мураховский, администратором Юрий Ходыкин. В предварительном раунде Кубка Молдовы 2017/18 команда выиграла у футбольного клуба «Анина» со счётом 3:1. В 1/32 Кубка Молдовы со счётом 0:5 команда проиграла клубу «Виктория». Сезон команда закончила на втором месте.
В сезоне 2018 года «Тигина» взяла золотые медали в зоне «Центр» Дивизиона «Б».
В сезонах 2019 и 2020/21 играла в подэлитном Дивизионе «А» (занимала, соответственно, 4-е и 9-е место). На сезон 2021/22 Дивизиона «А» не заявлилась.

## Символика
Официальные цвета клуба с 2017 года — жёлтый и чёрный, что соответствует цветам официального флага города Бендеры.

### Логотип
Официальная эмблема футбольной команды «Тигина» выполнена в виде шеврона. На жёлтом фоне расположена вертикально буква «Т» как заглавная названия команды «Тигина» в чёрном цвете с элементами Бендерской крепости, как основного исторического памятника и символа города Бендеры, за который выступает футбольная команда «Тигина». В верхней части буквы «Т» указано полное название футбольного клуба «Тигина». С правой и левой стороны шеврона на чёрном поле расположены две большие буквы «Ф» и «К» как аббревиатура футбольного клуба «Тигина». Под буквой «Т» располагается футбольный мяч, в центре которого указан год создания городской футбольной команды «Тигина». Варианты шеврона выполнены в двух языковых исполнениях, имеющих равное значение и по содержанию и по форме.

## Болельщики
В 2012 году болельщиками была создана группа поддержки футбольного клуба «Тигина» и первым матчем стала игра против «Реал_Сукчес». Игру посетило 8 человек. В самом начале у фанатов была плохая организованность выездов и домашней поддержки, по причине маленького состава и отсутствие опыта. Зимой 2014 коллектив распался. 23 сентября 2015 года появилась новый фан-клуб Днестряне. На данный момент в коллективе насчитывается более 15 человек.
Осенью 2016 года фанатами был организован футбольный турнир по футболу. Турнир проходил на стадионе Шелковик. Участие приняло 24 команды. Среди них была одна женская команда «Алга».

## Достижения

### СССР
- Обладатель Кубка Молдавской ССР (10)[23]: 1950, 1955, 1956, 1961, 1962, 1970, 1971, 1972, 1988, 1989
- Чемпионы Молдавской ССР (6): 1955, 1958, 1967, 1971, 1973, 1988

### Молдова
- Победитель Дивизиона «A» (1): 2004/05
- Победитель Дивизиона «Б», Север (1): 2000/01
- Победитель Дивизиона «Б»,  Центр (1): 2018
- Серебряный призёр Дивизиона «Б», Центр (1): 2017

### Другие турниры
- Кубок «Легенды Спартака» (1): 2014
- Чемпионат Приднестровья (2) : 2015, 2016

## Примечание
1. ↑  Moldova — List of Foundation Dates. Дата обращения: 27 марта 2014. Архивировано 8 апреля 2019 года.
2. ↑  Один из старейших клубов Молдовы будет исключен из чемпионата страны. sporter.md. Дата обращения: 14 июля 2017.
3. ↑  Moldova 1994/95. Дата обращения: 20 мая 2015. Архивировано 25 апреля 2019 года.
4. ↑  Moldova 1995/96. Дата обращения: 20 мая 2015. Архивировано 20 апреля 2019 года.
5. ↑  Moldova 1996/97. Дата обращения: 20 мая 2015. Архивировано 31 марта 2008 года.
6. ↑  Moldova 1997/98. Дата обращения: 20 мая 2015. Архивировано 22 мая 2015 года.
7. ↑  Moldova 2004/05. Дата обращения: 20 мая 2015. Архивировано 22 мая 2015 года.
8. ↑  Moldova 2005/06. Дата обращения: 20 мая 2015. Архивировано 4 июня 2008 года.
9. ↑  Moldova 2006/07. Дата обращения: 20 мая 2015. Архивировано 15 марта 2013 года.
10. ↑  Moldova 2010/11. Дата обращения: 20 мая 2015. Архивировано 18 января 2020 года.
11. ↑  ФК "Тигина" будет исключен из чемпионата Молдовы. publika.md. Дата обращения: 14 июля 2017. Архивировано 28 июня 2018 года.
12. ↑  Юрий Ходыкин: "Тигина" снимается с чемпионата в Дивизии Б". moldfootball.com. Дата обращения: 14 июля 2017. Архивировано 25 сентября 2017 года.
13. ↑  "Тигина" официально снята с чемпионата, "Милсами" оштрафован на 5 тысяч лей. moldfootball.com. Дата обращения: 14 июля 2017. Архивировано 30 сентября 2017 года.
14. ↑  ЗАВЕРШИЛСЯ ТУРНИР «ЛЕГЕНДЫ СПАРТАКА». novostipmr.com. 1 ноября 2014. Архивировано 24 февраля 2016. Дата обращения: 20 мая 2015.
15. ↑  В Бендерах намерены возродить "Динамо" и выступать в Дивизии Б. moldfootball.com. Дата обращения: 5 июля 2017. Архивировано 15 июля 2017 года.
16. ↑  Бендерская "Тигина" начнёт сезон в Дивизии Б (видео). moldfootball.com. Дата обращения: 6 июля 2017. Архивировано 8 июля 2017 года.
17. ↑  В Бендерах возраждается футбол. Первый приднестровский. Дата обращения: 26 июля 2017.
18. ↑  Возрождение городского футбола. bendery-ga.org. Дата обращения: 29 августа 2017. Архивировано 29 августа 2017 года.
19. ↑  Кубок Молдовы 2017/2018, Первый предварительный раунд. moldfootball.com. Дата обращения: 2 августа 2017. Архивировано 2 августа 2017 года.
20. ↑  БЕНДЕРСКАЯ ФУТБОЛЬНАЯ КОМАНДА «ТИГИНА» СРАЗИЛАСЬ С КИШИНЁВСКОЙ «ВИКТОРИЕЙ». novostipmr.com. Дата обращения: 27 ноября 2017.
21. ↑  ФК «Сирець» — шансы на чемпионство велики. Зона «Центр» Дивизии «В». moldova.sports.md. Дата обращения: 27 ноября 2017. Архивировано 1 декабря 2017 года.
22. ↑  PREMIEREA ECHIPEI TIGHINA (рум.). fmf.md/. Дата обращения: 22 октября 2018. Архивировано 22 октября 2018 года.
23. ↑  Moldova — List of Cup Winners. Дата обращения: 30 апреля 2015. Архивировано 4 марта 2016 года.